# René Lemoine
René Lemoine   (Nancy, 29 de desembre de 1905 - 5è districte de París, 19 de desembre de 1995) va ser un tirador d'esgrima francès, especialista en floret, que va competir durant la dècada de 1930.
El 1932 va prendre part en els Jocs Olímpics de Los Angeles, on guanyà la medalla d'or en la competició de floret per equips del programa d'esgrima. Quatre anys més tard, als Jocs de Berlín, guanyà la medalla de plata en la competició de floret per equips, mentre en la prova individual quedà eliminat en sèries.
En el seu palmarès també destaquen set medalles al Campionat del Món d'esgrima, dues d'or, quatre de plata i una de bronze.
Fill del director general de la Peugeot estudià matemàtiques i dret. Després d'una breu estada per estudis al Txad, el 1938 es traslladà a viure a l'Àfrica Equatorial, on treballà en l'exportació de productes colonials. Durant la Segona Guerra Mundial va dirigir la resistència a la República Centreafricana i va recolzar les forces franceses de Charles de Gaulle. En 1940 va ser empresonat per les autoritats de Vichy, però va ser alliberat després d'un mes i mig. Llavors va lluitar a Madagascar i al nord d'Àfrica. Després de la guerra va reprendre el comerç de productes agrícoles. Va ser nomenat oficial de la Legió d'Honor i va ser guardonat amb la Creu de Guerra, entre altres condecoracions militars.